# Franco Causio
Franco Causio (ur. 1 lutego 1949 w Lecce) – były włoski piłkarz. Przez wiele lat reprezentował barwy Juventusu Turyn.

## Kariera

### Kariera klubowa
Franco Causio już w wieku 17 lat został zauważony przez działaczy „Juve”. Początki kariery w „Starej Damie” spędził na wypożyczeniu w Serie B, grając dla Regginy Calcio oraz US Palermo. W sezonie 1970/1971 znalazł miejsce w podstawowym składzie „Bianconerich”. Przez 11 lat reprezentował biało-czarne barwy wygrywając sześciokrotnie Scudetto oraz jeden raz Puchar Włoch. Grał wówczas u boku takich sław jak Roberto Bettega, Dino Zoff, Giuseppe Furino czy Marco Tardelli.
Z racji miejsca urodzenia był ulubieńcem tifosich Juventusu pochodzących z południowych rejonów Włoch.
W sezonie 1980/1981 podpisał trzyletni kontrakt z Udinese Calcio. Jego kolejnym klubem była drużyna z rodzinnego miasta, US Lecce, która w tym okresie po raz pierwszy w historii awansowała do Serie A. Franco Causio miał też krótką przygodę z Interem Mediolan, a swoją klubową karierę skończył w wieku 39 lat w drugoligowej Triestinie.

### Kadra narodowa
W reprezentacji Azzurrich zadebiutował w dniu 29 kwietnia 1972 w meczu Włochy – Belgia.
Na mistrzostwach świata reprezentował Włochy trzykrotnie, w latach: 1974, 1978, 1982. W roku 1982 świętował zdobycie tytułu mistrzowskiego.